# Mineros de Fresnillo
Los Mineros de Fresnillo es un equipo del Circuito de Básquetbol del Noreste con sede en Fresnillo, Zacatecas, México.

## Historia

### Inicios
Los Mineros de Fresnillo, juegan sus partidos de local en el Gimnasio Fresnillo.

### Temporadas

#### 2010
Los Mineros fueron los primeros campeones del CIBANE, logrando coronarse al derrotar a los Madereros de Durango por 3 victorias a 0.

#### 2011
En su segunda participación en el CIBANE, el equipo fresnillense logró nuevamente llegar a la final, en donde sucumbieron ante los Madereros de Durango por 3-0.

#### 2012
Los Mineros se convirtieron en el primer bicampeón del CIBANE, logrando coronarse al derrotar a los Cuervos de Pabellón de Arteaga por 4 victorias a 2.